# 尼泊尔大会党
尼泊尔大会党是尼泊尔的一个社会民主主义政党，成立于1950年4月9日。
2008年7月21日，尼泊尔大会党候选人拉姆·亚达夫获得2008年尼泊爾總統選舉的胜利，出任尼泊尔首任总统。